# Seznam představitelů Vyškova
Toto je seznam představitelů města Vyškova. 
- V 16. století správu města vede rychtář s pomocí konšelů
- Od roku 1533 je veden jako správce města purkmistr s pomocí městské rady.

## Purkmistři
| Obrázek | Od   | Do   | Jméno           | Narozen | Zemřel             | Poznámky                                   |
| ------- | ---- | ---- | --------------- | ------- | ------------------ | ------------------------------------------ |
|         | 1664 |      | Petr Boncompang |         |                    | purkmistr – biskupský mincmistr (byl Ital) |
|         |      | 1739 | Adam Král       |         | 15. listopadu 1739 | purkmistr                                  |
|         |      | 1762 | Bernard Svoboda |         | 12. dubna 1762     | purkmistr                                  |
|         |      | 1771 | Antonín Špalek  |         | 10. dubna 1771     | purkmistr                                  |
|         |      | 1783 | Martin Hubáček  |         | 26. května 1783    | purkmistr                                  |
|         |      | 1789 | Martin Salomon  |         | 1. dubna 1789      | purkmistr                                  |

## Starostové do roku 1945
| Obrázek | OD   | DO   | Jméno                | Narozen           | Zemřel            | Poznámky |
| ------- | ---- | ---- | -------------------- | ----------------- | ----------------- | --- |
|         | 1789 | 1794 | Ernst Czerny         |                   |                   | |
|         | 1794 | 1795 | Elias Saulich        |                   |                   | |
|         | 1795 | 1796 | Josef Staninger      |                   |                   | |
|         | 1796 | 1805 | Elias Saulich        |                   |                   | |
|         | 1814 | 1817 | Jan Proboscht        |                   |                   | |
|         | 1817 | 1829 | Josef Jan Trávníček  |                   | 26. listopad 1860 | lékař, zemřel v Drnovicích |
|         | 1838 | 1841 | Alois Poch           |                   |                   | |
|         | 1849 | 1851 | František Straka     |                   |                   | |
|         | 1857 | 1871 | Alois Bunsch         |                   |                   | |
|         | 1871 | 1883 | Josef Ratschitzky    |                   |                   | |
|         | 1883 | 1889 | Franz Kranß          |                   |                   | |
|         | 1889 | 1894 | Moritz Slezacek      |                   |                   | |
|         | 1894 | 1899 | Ferdinand Dittrich   | 19. říjen 1862    | 5. leden 1908     | kupec |
|         | 1899 | 1903 | JUDr. Josef Svoboda  | 22. únor 1836     | 15. červenec 1906 | advokát, 19. 3. 1903 se vzdává starostování, zemřel ve Vídni |
|         | 1903 | 1910 | Alois Souček         | 5. listopad 1848  | 13. srpen 1915    | první český starosta Vyškova – majitel parního mlýna – obr. hrobu |
|         | 1910 | 1911 | Karel Albrecht       | 31. říjen 1861    | 26. červen 1911   | politik, zemský poslanec, obchodník s kůžemi |
|         | 1911 | 1923 | MUDr. Jan Venhuda    | 14. srpen 1865    | 4. duben 1931     | lékař, jenž se usadil ve Vyškově roku 1891 |
|         | 1923 | 1925 | Dr. Václav Skřivánek | 16. září 1862     | 13. prosinec 1925 | advokát, napsal Květena okresu vyškovského, narodil se v Rousínovci |
|         | 1926 | 1935 | František Teplý      | 21. červenec 1865 | 2. říjen 1935     | ředitel gymnázia, od 9. 6. 1926 starostou |
|         | 1935 | 1940 | JUDr. Jan Hon        | 18. srpen 1897    | 8. dubna 1942     | zemřel v koncentračním táboře v Osvětimi |
|         | 1940 | 1945 | Karl Matzal          | 24. leden 1904    |                   | 9. srpna 1940 je na radnici uveden do úřadu jako nový německý vládní komisař. Byl sudetským nacistou z Oder ve Slezsku. Po válce roku 1946 odsouzen národním soudem na doživotí. |

## Předsedové Městského národního výboru v letech 1945–1990
| Obrázek | OD   | DO   | Jméno           | Narozen         | Zemřel | Poznámky                                                           |
| ------- | ---- | ---- | --------------- | --------------- | ------ | ------------------------------------------------------------------ |
|         | 1945 | 1945 | Rudolf Vladík   |                 |        | komunista, Městský národní výbor byl ustanoven 2. května 1945      |
|         | 1945 | 1948 | Vilém Moučka    | 17. květen 1894 |        | obchodník, člen národně socialistické strany zvolen 10. srpna 1945 |
|         | 1948 | 1950 | Rudolf Sattler  |                 |        | komunista, zvolen 9. dubna 1948                                    |
|         | 1950 | 1953 | Josef Kalivoda  |                 |        |                                                                    |
|         | 1953 | 1964 | Antonín Štébl   |                 |        |                                                                    |
|         | 1964 | 1980 | Josef Veselý    |                 |        |                                                                    |
|         | 1981 | 1987 | Oldřich Ryšánek | 1930            |        |                                                                    |
|         | 1987 | 1990 | Květoslav Novák | 3. únor 1944    |        |                                                                    |

## Starostové po roce 1990
| Obrázek | OD   | DO   | Jméno                        | Narozen           | Zemřel | Poznámky |
| ------- | ---- | ---- | ---------------------------- | ----------------- | ------ | --- |
|         | 1990 | 1998 | Ing. Kamil Král (VPM)        | 1938              |        | |
|         | 1998 | 2000 | Mgr. Luboš Kadlec (ODS)      | 30. srpen 1954    |        | učitel na základních školách v Ivanovicích, Pustiměři a Vyškově. |
|         | 2000 | 2002 | RNDr. Miloš Olík (ČSSD)      | 21. červenec 1944 |        | vysokoškolský učitel |
|         | 2002 | 2010 | RNDr. Petr Hájek (ČSSD)      | 17. červen 1957   |        | vedoucí hvězdárny ve Vyškově, narodil se v Brně – vystudoval Přírodovědeckou fakultu, obor Fyzikální elektronika a optika na Univerzitě Jana Evangelisty Purkyně v Brně. |
|         | 2010 | 2012 | Ing. Jiří Piňos (ČSSD)       | 19. leden 1964    |        | ředitel, předseda představenstva Vyškovského pivovaru; rezignoval 29. 1. 2012                                                                                            |
|         | 2012 | 2018 | Ing. Karel Goldemund (ČSSD)  | 23. únor 1968     |        | Působil celkem v 10 společnostech, 2 z toho již zanikly, zvolen byl 30. 1. 2012                                                                                          |
|         | 2018 | 2022 | Karel Jurka (ODS)            | 1973              |        | |
|         | 2022 | 2023 | Mgr. Bc. Karin Šulcová (ANO) | 1967              |        | |
|         | 2023 |      | Karel Jurka (ODS)            | 1973              |        | |